# Медвецкая-Лутак, Эдита Фёдоровна
 Эдита Фёдоровна Медвецкая-Лутак (укр. Едіта Федорівна Медвецька-Лутак, венг. Medveczky-Luták Edit/Medveczkyné Luták Edit, имя при рождении — Эдита Лутак чеш. Edita Lutak русин. Едіта Лутак; 22 октября 1932, Мукачево, Подкарпатская Русь — 23 февраля 2019, Пилишборошьено, Пешт) — советская, украинская и венгерская художница декоративно-прикладного искусства, живописец, график. Представитель закарпатской школы изобразительного искусства. Член Союзов художников СССР и УССР. Заслуженный художник УССР (1985).

## Биография
Эдита Медвецкая-Лутак родилась 22 октября 1932 года в городе Мукачево, Земля Подкарпаторусская, Чехословакия (ныне — Закарпатской области Украины) в семье русинских педагогов.
В 1947—1952 годах училась в Ужгородском государственном художественно-промышленное училище у Адальберта Эрдели и Йосипа Бокшая — основоположников закарпатской школы изобразительного искусства.
В 1958 году Эдита окончила факультет художественного текстиля Львовского государственного института прикладного и декоративного искусства (преподаватель — Данило Довбошинский, профессор — Витольд Антонович Монастырский).
Участница художественных выставок: областных, всеукраинских, всесоюзных (Ужгород, Львов, Черновцы, Киев, Москва) — с 1962 года, зарубежных (Ньиредьхаза, Никосия, Кошице, Кестхей, Будапешт) — с 1968 года. Участник международных пленэров.
Член Союза художников УССР с 1968 года. Член Союза художников СССР.
Заслуженный художник УССР (1985). Произведения художницы закуплены Министерством культуры и искусства Украины.
В 1991 году с семьёй переехала в Венгрию, где и работала до своей смерти.
Скончалась Эдита Медвецкая-Лутак 23 февраля 2019 года в селе Пилишборошьено, расположенном в 15 км к северу от Будапешта.

## Семья
Отец — Ференц Лутак родился в 1898 году в селе Надь-А́бранка, Нагорного района, комитата Берег, Австро-Венгрии (ныне — с. Локоть, Иршавский район, Закарпатская область, Украина), учитель, а с 1937 года — педагогический инспектор Ужгородского округа, офицер запаса венгерской армии, арестован в ноябре 1944 года сотрудниками НКВД СССР, замучен в ужгородской тюрьме в июле 1945 года.
Мать — Анастасия Фунданич, педагог, инспектор детских садов в г. Ужгороде.
Муж — Николай Викторович Медвецкий (1930−2007) — советский живописец, монументалист, член Союза художников СССР.
Дочь — Агнесса Медвецкая венг. Medveczky Ágnes (р. 1964 г.) — украинская и венгерская художница (живопись, графика, декоративно-прикладное искусство).

## Творчество
Станковая живопись, книжная графика и декоративно-прикладное искусство (гобелен, этнографическая одежда, витраж, сграффито).
Иллюстрации к книгам (Издательства: «Карпаты», 1963—1993 г.г.; «Радянська школа»; Издательство «Móra», Будапешт; СП ТОВ ПоліПрінт, 2002 г. и др.).
Художественный метод основан на выразительных контурах, бархатных тонах глубого контраста, образующих гармоническое взаимодействие.
Персональные выставки:
- 1980 — Клуб Инструментального завода, Ужгород
- 1982 — Львовская картинная галерея, Львов — Галерея изобразительных искусств, Черновцы
- 1983 — Закарпатский областной художественный музей имени Й. Бокшая (Ужгород, УССР)
- 1987 — Государственный музей декоративного искусства УССР, Киев.
- 1994 — Кестхей, Венгрия.
- Выставочный зал «Мючарнок» (Будапешт, Венгрия) — выставка семьи Медвецких (Эдита Медвецкая, Николай Медвецкий, Агнесса Медвецкая).

Работы художника в публичных коллекциях:
- Ивано-Франковский художественный музей (Ивано-Франковск, Украина)
- Закарпатский областной художественный музей имени Й. Бокшая (Ужгород, Украина)
- Луганский областной художественный музей (Луганск, Украина)
- Картинная Галерея села Пийтерфолво (Пийтерфолво, Закарпатская область, Украина)
- Одесский художественный музей (Одесса, Украина)
- Измаильская Картинная Галерея (Измаил, Украина)

## Избранные картины
- Still Life (1958)
- Розмовляють (1966)
- Карпатський мотив (1968)
- Хмариться (1969)
- Верховинское село (1970)
- Натюрморт с цинниями (1970)
- Раховская улица (1970)
- Натюрморт с пекучкой[7](1970-е)
- Свадебный банкет (1970-е)
- Солнышко (1970-е)
- Квіти
- Праздник
- Гуцульский танец
- За свежей мукой на мельницу (1972)
- Комбайнеры (1973)
- Событие на селе (1978)
- Жатва (1979)
- Интерьер сільської хати (1979)
- Верховина сегодня (1980)
- Август на Верховине (1980)
- Интерьер (1980)
- На зарисовках в Сентендре (1980)
- Pelevna (1981)
- Добрый день, Василина! (1983)
- На Монтмарте (1984)
- В Арле (1984)
- Королева Шаба (1985)
- Колхозный плотник Густав Баго (1985)
- Варят сливовое повидло (1986)
- Натюрморт (1988)
- Натюрморт с букетом пижмы (1990)
- Товия и Ангел (1994)
- Предки блуждают (1996)
- Подкарпатский мотив/Пудкарпатськый мотив
- У хыжі
- Прощание с Балатоном
- Собирают сено/Зберавуть сїно
- Девушки на пляже
- Ностальгия (2008)
- Натюрморт с петушками (2009)

## Интересные факты
Э. Ф. Медвецкая-Лутак — русинка по национальности. С 1991 года Эдита Фёдоровна постоянно жила и работала в Пилишборошьено (Пилишвёрёшварский район, медье Пешт) и принимала активное участие в культурной жизни русинской национальной общины Венгрии.
Дальние предки Э. Ф. Медвецкой-Лутак по прямой отцовской линии — куруцы Янош Лутак (1666-1715) и его сын Васил из Надь-А́бранки служили в придворных войсках трансильванского князя Ференца II Ракоци: Янош - в кавалерийском полку карабинеров, а Васил - в охранном полку. Янош Лутак и его сын участвовали в венгерском национально-освободительном восстании 1703—1711 годов во главе с князем Ференцем. Они упоминаются в 1704 году в списке куруцев грекокатоликов мукачевского замка и в других документах начала XVIII века.